# L'Affair Dreyfus
L'Affaire Dreyfus é uma série de docudramas silenciosos curtos de 1899, concebidos e dirigidos por Georges Méliès. Lançado pela produtora de Méliès, Star Film, e cadastrado entre os números 206 e 217 em seus catálogos, cada um dos onze espisódios de apenas alguns  minutos reconstrói um evento relacionado ao Caso Dreyfus histórico, o qual ainda estava em andamento enquanto a série era feita.

## Sinopse
Os onze episódios da série acompanham os eventos do caso Dreyfus entre 1894 e setembro de 1899, o mês do lançamento da série. O que segue é uma sinopse da história da série como um todo. Para informações sobre cada um dos episódios, ver a seção Episódios abaixo.

Em 1894, Armand du Paty de Clam suspeita que o capitão do exército francês Alfred Dreyfus seja um espião para a Alemanha. Paty de Clam exige uma amostra da caligrafia de Dreyfus para compará-la à da "Le Bordereau" (uma carta anônima encontrada na Embaixada Alemã pelos serviços secretos franceses). Com a impressão de que Dreyfus parece nervoso, Paty de Clam prontamente o acusa de ter escrito a Bordereau e lhe oferece uma pistola para que Dreyfus possa se suicidar no local. Dreyfus reivindica a inocência e é preso. Na École Militaire, Dreyfus é destituído de seu posto e honras e é mandado para ser agrilhoado na Ilha do Diabo.
Quatro anos depois, o Coronel Hubert-Joseph Henry, que havia acusado Dreyfus publicamente, é preso após admitir ter forjado o Faux Henry, um documento falso desenvolvido para servir de evidência contra Dreyfus. Henry se suicida na prisão de Cherche-Midi. No ano seguinte, em 1899, Dreyfus é transferido da Ilha do Diabo através de Quiberon para Rennes, onde será julgado por uma corte marcial uma vez que novas evidências vieram à tona. Seus advogados de defesa, Fernand Labori e Edgar Demange visitam-no, assim como sua esposa Lucie. Mais tarde, caminhando com Georges Picquart, Labori é baleado. Ele sobrevive, mas o atirador escapa.
O caso divide a opinião popular em dois lados: os dreyfusards (que acreditam que Dreyfus é inocente) e os anti-dreyfusards (que acreditam que ele é culpado). A corte marcial é amplamente acompanhada por jornalistas das duas posições e uma briga é deflagrada a partir da controvérisa entre a repórter dreyfusard Caroline Rémy de Guebhard; e o repórter anti-dreyfusard Arthur Meyer. O tumulto não é menor no próprio julgamento, quando Dreyfus e o General Auguste Mercier (convocado como testemunha) são acariados. Dreyfus, condenado por traição, é conduzido de volta à prisão.

## Produção
A produção de O Caso Dreyfus começou quando o verdadeiro julgamento de Alfred Dreyfus ocorria em Rennes. A série foi produzida inteirmanete no estúdio Star Films de Méliès em Montreuil, Seine-Saint-Denis, embora com uma forte ênfase em realismo cinematográfico claramente diferente do estilo teatral usado nos filmes fantásticos e mais conhecidos de Méliès. Um operário com forte semelhança com Dreyfus foi contratado para o papel a fim de aumentar o realismo da série. O próprio Méliès aparece na série como o advogado de Dreyfus, Fernand Labori, e faz uma breve reaparição como um jornalista após a tentativa de assassinato de Labori. A série retrata Dreyfus de maneira simpática e a performance do ator principal é encenada para implicar a inocência de Dreyfus.
Na mesma época da produçao de Méliès, o estúdio Pathé Frères também produziu uma reencenação do caso Dreyfus em seis episódios, com o ator Jean Liézer interpretando Dreyfus. Essa versão pode ter sido dirigida por Ferdinand Zecca.
Tomado como um todo, O Caso Dreyfus pode ser considerado o filme mais longo de Méliès. No entanto, os onze episódios foram desenvolvidos para serem vendidos individualmente, então é mais preciso referir-se à obra como uma série.

## Lançamento e recepção
Os onze episódios eram vendidos nos Estados Unidos por US$ 9.75 cada e eram exibidos às vezes em sequência, tornando O Caso Dreyfus o primeiro filme serial conhecido. Tanto a série de Méliès quanto a da Pathé chegaram à Inglaterra em setembro de 1899, onde se tornaram rapidamente os filmes mais promovidos do ano  (o recorde foi quebrado no mês seguinte com o lançamento de filmes da Primeira Guerra dos Bôeres). Conforme o historiador do cinema Jay Leyda, a ênfase de Méliès no realismo foi tão convincente que audiências europeias acreditavam estar assistindo um documentário dos eventos.
O Caso Dreyfus permanece como a mais famosa das Méliès's actualitiés reconstituées ("atualidades reconstituídas"), superando mesmo a sua obra do mesmo gênero de 190, Le Sacre d'Édouard VII ("A Coroação de Eduardo VII"). Segundo o historiador do cinema Georges Sadoul, O Caso Dreyfus foi o primeiro "filme politicamente engajado" na história do cinema.
Nove dos onze episódios (todos excento as cenas 2 e 11, respectivamente números 216 e 217 do catálogo) sobrevivem como um positivo em 35mm no BFI National Archive. Todos os onze episódios encontram-se preservados em Le Centre national de la cinématographie em Bois d'Arcy.
A série é retratada proeminentemente no romance de 2001 de Susan Daitch's 2001 Paper Conspiracies, que inclui relatos ficcionais de sua produção, preservação e sobrevivência.